# 周连根
周连根（1965年11月—），男，河南淅川人，中华人民共和国政治人物。中国共产党党员。毕业于郑州大学政治系政治学专业，曾获得法学硕士学位和分配到河南省第3期领导干部赴美国培训班学习，在2014年10月习近平反腐中落马，之前担任开封市人民政府副市长。周连根是秦玉海一手提拔的干部。

## 生平
1965年，周连根出生在河南省淅川县。
1983年9月，周连根进入郑州大学政治系政治学专业就读，1987年毕业。毕业之后，在郑州大学组织部任职。
1987年6月，周连根加入中国共产党，1987年7月参加工作。
1992年到2001年，周连根在河南省公安厅政治部组织教育处任职。
2001年3月，周连根升职为商丘市公安局副局长。
2003年3月，周连根调入河南省公安厅，再度升职为河南省公安厅组教处调研员，之后一直任职到2012年。
2012年8月到2014年3月，周连根被任命为鹤壁市人民政府副市长、鹤壁市公安局党委书记。
2014年3月，周连根调任开封市人民政府副市长、党组成员、开封市公安局局长、党委书记。
2014年10月，周连根被中国共产党中央纪律检查委员会带走调查。